# Svedesi
Gli svedesi sono il gruppo etnico dominante della Svezia. Essi sono i discendenti dell'antica popolazione germanica degli Sueoni (Svear, i moderni svedesi Svenskar) che abitava la Svealand, una regione dell'odierna Svezia, e di altre popolazioni germaniche che vennero assorbite dal regno sueonico-svedese, ossia gli abitanti della Scania (estremo sud dell'odierna Svezia) in precedenza appartenenti alla zona di influenza danese, e dei Goti o Geati della Gotlandia e della Gotalandia. Tra Svedesi e Goti esistono ancora oggi lievi differenze nella cultura e nel dialetto parlato, tanto che fino agli anni '70 del XX secolo il titolo formale del Sovrano di Svezia rimase "Re degli Svedesi e dei Goti", per poi essere semplificato in "Re degli Svedesi". Esistono gruppi religiosi che fanno riferimento a una identità distinta per i Goti, come la Arcidiocesi dei Goti e delle Terre del Nord fondata nel 1994, un ramo della Vera Chiesa Ortodossa Russa con sede in Gotlandia.
Negli Stati Uniti ci sono alcuni milioni di persone con antenati svedesi, a causa dell'emigrazione avvenuta nei secoli XIX e XX.

## Comunità di etnia e lingua svedese al di fuori della Svezia

### In Finlandia
I finlandesi di lingua svedese sono una minoranza della Finlandia. Mentre alcuni la considerano un gruppo etnico altri la considerano come una semplice minoranza solo linguistica di circa 265.000 persone, ovvero il 5,10% della popolazione della Finlandia, o il 5,50 % se si considerano anche i 26.000 abitanti delle Isole Åland (ci sono anche circa 60.000 finlandesi di lingua svedese residenti in Svezia).